# 川尻秀樹
川尻 秀樹（かわじり ひでき、1959年 - ）は、日本の林業研究者、インタープリター、ツリークライマー、アーボリスト。

## 来歴
1959年、岐阜県美濃市出身。日本大学農獣医学部を卒業。その後、東京農工大学を経て、岐阜県林業センター（現：岐阜県森林研究所：岐阜県美濃市にある、岐阜県が設置する公設試験研究機関）で、造林や育種関連の研究業務と林業短期大学校の講師を約20年兼務。2001年に開学した岐阜県立森林文化アカデミー（岐阜県が運営する専修学校）にて、林業専攻の教授、2016年から副学長（所属長）。2019年から森林総合教育センターmorinosの森林総合教育課長、2024年から岐阜県立森林文化アカデミー特任教授。
この間、関市板取21世紀の森公園にある「カブスギの研究（株杉  ）」、ヒノキ採種園のカメムシ防除、スギの枝打ち技術、複層林施業技術、今須択伐林、石原林材株式会社の林業、コナラの組織培養などを主に研究。

## 著書
- 『「読む」植物図鑑』vol.1～vol.5 ISBN 978-4-88138-180-9 ～ISBN 978-4-88138-388-9

- 『森の案内人』 ISBN 978-4-87797-168-7
- 『ロープ高所作業（樹上作業）特別教育テキスト 改訂版 2019年新制度準拠』 ISBN 978-4-88138-374-2

- 『「なぜ？」が学べる実践ガイド 納得して上達！ 伐木造材術』 ISBN 978-4-88138-279-0
- 『ISA公認 アーボリスト®基本テキスト クライミング、リギング、樹木管理技術』 ISBN 978-4-88138-376-6
- 『ISA公認テキスト アーボリスト®必携 リギングの科学と実践』ISBN 978-4-88138-361-2
- 『未来に残す森づくりのために 造林・育林実践技術ガイド』ISBN 978-4-88138-449-7

### 共著
- 『林業改良普及双書 No.173 将来木施業と径級管理－その方法と効果』 ISBN 978-4-88138-288-2
- 『林業現場人 道具と技 Vol.5 特殊伐採という仕事』 ISBN 978-4-88138-262-2

### 監修
- 『ビジュアルで学ぶ 木を知る図鑑』 ISBN 978-4-7661-3865-8

## 論文
- 川尻秀樹, 安江保民, 大橋英雄, 中川一「岐阜県板取村のカブスギ集団の実態」『日本林學會誌』第71巻第5号、日本林學會、1989年、204-208頁、ISSN 0021-485X、NAID 110002830222。
- 野々田三郎, 川尻秀樹, 木村等「ヒノキの幹曲りに関する試験」『岐阜県林業センター研究報告』第11号、岐阜県林業センター、1983年3月、53-67頁、ISSN 03887847、NAID 40004039819。
- 中川一, 川尻秀樹「枝打ち効率の向上について」『岐阜県林業センター研究報告』第16号、岐阜県林業センター、1988年3月、23-36頁、ISSN 03887847、NAID 40004039837。
- 川尻秀樹, 大橋章博, 和田清「ヒノキ採種園におけるカメムシ被害防除」『岐阜県林業センター研究報告』第20号、岐阜県林業センター、1992年3月、1-14頁、ISSN 03887847、NAID 40004039860。
- 川尻秀樹, 茂木靖和「組織培養によるコナラの増殖技術の開発」『岐阜県林業センター研究報告』第21号、岐阜県林業センター、1993年3月、19-40頁、ISSN 03887847、NAID 40004039858。
- 中川一, 川尻秀樹, 茂木靖和「ケヤキ天然林の生育状況とケヤキ稚樹の更新状況について」『岐阜県林業センター研究報告』第23号、岐阜県林業センター、1995年3月、1-18頁、ISSN 03887847、NAID 40004039844。